# 薊州駅
薊州駅（けいしゅうえき）は中華人民共和国天津市薊州区にある、中国鉄路総公司（CR）京哈線の駅。1975年に開業。北京駅から83km、ハルビン駅から1166kmの位置にある。北京鉄路局所属の四等駅に設定されている。

## 駅周辺
- G102国道
- 津薊高速道路（中国語版） 三河/玉田インターチェンジ

## 隣の駅
中国鉄路総公司
京哈線
段甲嶺駅 - 薊州駅 - 別山駅